# Unabhängigkeitstag (Bulgarien)

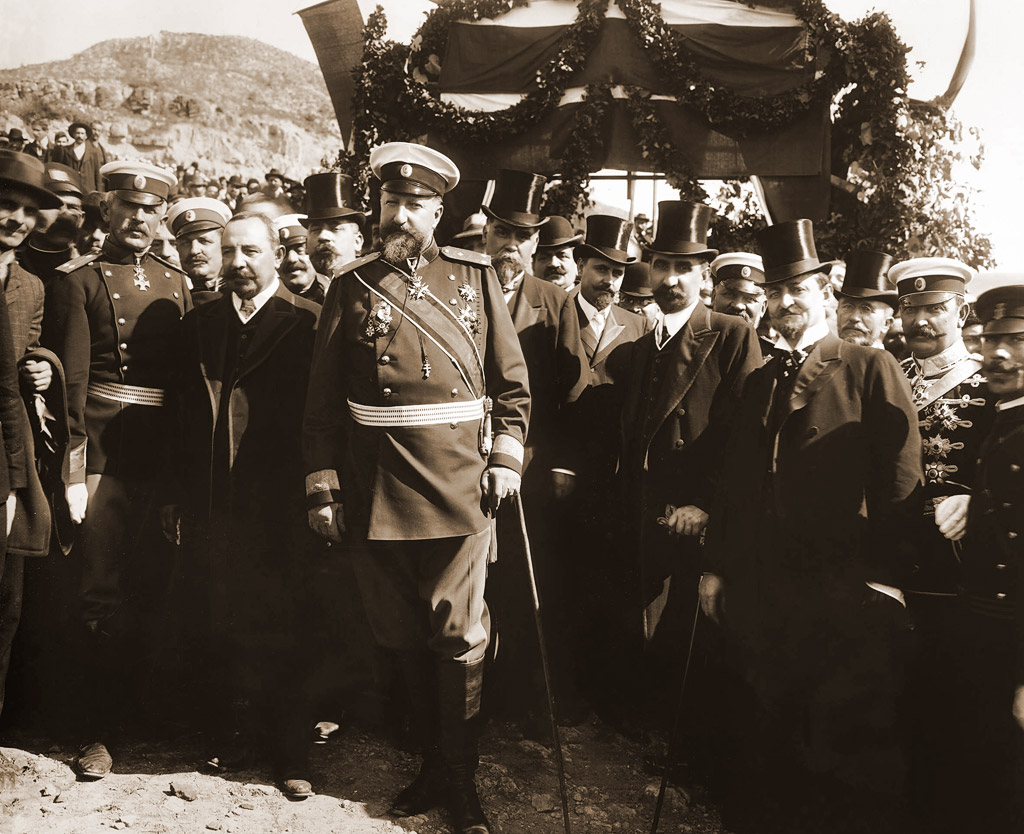
Zar Ferdinand I. mit Mitgliedern der Regierung bei der Unabhängigkeitserklärung

Der Unabhängigkeitstag wird in Bulgarien am 22. September begangen. Damit wird an die am 22. September 1908 ausgerufene Unabhängigkeit erinnert. Der Tag wurde am 10. September 1998 durch einen Entschluss des bulgarischen Parlaments erneut, wie vor der Machtergreifung der Kommunisten 1946, zum Feiertag erklärt.

## Vorgeschichte
Mit den Entscheidungen des Berliner Kongresses von 1878 wurde nach mehr als 500 Jahren osmanischer Herrschaft erneut ein bulgarischer Staat errichtet. Dieser Staat sollte ein Fürstentum sein, das eine Teilunabhängigkeit genoss und Vasall des Osmanischen Reichs war. Die Unabhängigkeit für das Fürstentum begrenzte sich auf die administrativen Bereiche, in politischen und militärischen behielten die Sultane am Bosporus nominell die Macht. So musste im Kriegsfall Bulgarien dem Osmanischen Reich Truppen zur Verfügung stellen.
Weiter wurde in Berlin beschlossen, aus den nordthrakischen Gebieten der Provinz Rumelien eine neue, autonome osmanische Provinz unter dem Namen Ostrumelien zu errichten. Größere Gebiete Westrumeliens (→ Konferenz von Konstantinopel) mit bulgarischer Bevölkerung blieben jedoch auch nach den Entscheidungen von Berlin weiter unter der direkten Obrigkeit des osmanischen Sultans. Nach der im Herbst 1885 international anerkannten Vereinigung des Fürstentums Bulgarien mit Ostrumelien und dem darauf folgenden serbisch-bulgarischen Krieg wurde die politische Unabhängigkeit als oberstes politisches Ziel verfolgt. Hinzu kamen wirtschaftspolitische Gründe und die zollfreie oder zollpräferenzierte Einfuhr von westeuropäischen Industriegütern über das Osmanische Reich. Da das Fürstentum Bulgarien keine Zollhoheit besaß, jedoch nominell Teil des Osmanischen Reiches war, konnten diese Güter ungehindert auf den bulgarischen Markt gelangen und hemmten somit die Entwicklung der bulgarischen Wirtschaft.

## Unabhängigkeitserklärung
30 Jahre nach dem Russisch-türkischen Krieg von 1877 bis 1878 erklärte der bulgarische Fürst Ferdinand I. am 22. Septemberjul. / 5. Oktober 1908greg. in der mittelalterlichen bulgarischen Hauptstadt Weliko Tarnowo durch ein Manifest das Fürstentum Bulgarien für unabhängig. Dabei wurde er zum Zar gekrönt und das Kaiserreich ausgerufen. Die Unabhängigkeit wurde mit der Unterstützung Österreich-Ungarns erklärt, das zum selben Zeitpunkt Bosnien annektierte (→ Bosnienkrise).
Die Unabhängigkeitserklärung stellt einen Bruch mit den im Berliner Kongress von den Großmächten festgelegten Entscheidungen dar. Die Unabhängigkeitserklärung und die Ausrufung des neuen bulgarischen Zarenreichs wurden mit der Unterstützung Russlands nach langen Verhandlungen von weiteren Großmächten und vom Osmanischen Reich am 9. April 1909 anerkannt. Damit erreichte Bulgarien als einziges Balkanland seine Unabhängigkeit vom Osmanischen Reich auf friedlichem Weg.